# 111號艦
111號艦（日語：ひゃくじゅういちごうかん）是大日本帝國海軍大和級戰艦計畫中的四號艦，不過後來於1942年3月間中止建造，已建成的艦體亦遭拆解。本艦原先的預定艦名可能為「紀伊」（きい）。

## 建造
限制各國海軍軍備的《華盛頓海軍條約》於1936年間失效，大日本帝國海軍於是積極研發新型戰艦以對抗以英國與美國為首的西方海軍，並提出了「A-140計畫」，準備艦造4艘新式戰艦。1937年11月4日，日本海軍在《丸三計畫》的規劃下於吳海軍工廠起造1號新戰艦，而該艘戰艦即日後聞名於世的大和號戰艦；翌年3月29日復於三菱重工業長崎造船所起造2號新戰艦，即日後的武藏號戰艦。1940年8月8日，大和號戰艦下水。同年5月4日（一說4月7日），日本海軍又在《丸四計畫》的基礎上於橫須賀海軍工廠起造110號艦（即信濃號戰艦，後改裝為航空母艦）。大和號戰艦下水後約三個月左右，大和級戰艦的四號艦111號艦亦於1940年11月7日在吳海軍工廠動工。
本艦的基本性能與大和號及武藏號相同，但日本海軍已在信濃號與本艦的建造過程中嘗試解決各種設計上的瑕疵。本艦原先預定搭載九八式100公釐高射炮，但可能由於預算上的限制而取消。

## 建造中止
111號艦的建造過程於1941年3月間尚稱平順，不僅於舷側的雙層裝甲已完成安裝，艦艏與艦艉的裝甲防護亦均完工。太平洋戰爭爆發前，大日本帝國海軍建造輕型艦艇的時間遠比建造大型戰艦的時間要久，而且軍方的主要資源均集中於戰艦的損傷修補、升級與建造上；珍珠港事變與馬來亞海戰後，帝國海軍體認到航空武力的重要性，從而中止了110號艦（即信濃號）的建造，而本艦亦自那時起便註定將永遠無法建造完成。
1942年6月上旬爆發的中途島戰役使日本海軍一夕間損失赤城號、加賀號、蒼龍號及飛龍號等四艘航空母艦，橫須賀海軍工廠於是將110號艦改裝為航空母艦。另一方面，吳海軍工廠所分配到的優先工程項目是建造2艘改大鳳級航空母艦與5艘改飛龍級航空母艦，111號艦的建造遂受擱置。吳海軍工廠不久後即著手拆除111號艦，並將其上的鋼材、裝甲與其他可用資源挪作他用，部分艦體甚至當作浮橋使用。原先規畫於111號艦後建造的超大和級戰艦亦於同一時間遭到取消。

## 後續
本艦拆除後，其剩餘資源用於其他艦艇的修復或建造上。其中一部分鋼材則挪用到信濃號上。此外，伊勢級戰艦的兩艘艦（伊勢號與日向號）於1943年改裝為航空戰艦時亦使用了部份111號艦的資源。另一部分的鋼材則用於改裝將德國商船改裝為神鷹號航空母艦的工程上。

## 艦名
本艦的正式名稱有多種說法，然而由於史料闕如，至今仍無法證實。不過可以肯定的是，本艦的艦名將會遵循大和級戰艦以古代令制國國名命名的慣例。多數學者認為本艦將會命名為「紀伊號戰艦」，而戰後日本復員廳內所保存的帝國海軍資料亦肯定此種說法。

## 大眾文化
- 日本軍事作家伊藤正德在其著作《回想大海軍》（大海軍を想う）中「聯合艦隊的最後時刻」（連合艦隊の最期）一章中提及111號艦。
- 日本漫畫家松本零士在其漫畫中亦繪有111號艦。

## 註記
1. 1 2 3 4
2. 1 2 3
3. 1 2
4. 1 2